# مریدن، میدلندز غربی
مریدن (به انگلیسی: Meriden) یک روستا، شهرک و محله مدنی در بریتانیا است که در Solihull واقع شده‌است. مریدن ۱۱٬۶۸۶ نفر جمعیت دارد.